# Марк (апостол від сімдесяти)
Марк, двоюрідний брат Варнави — особа, що згадується в Новому Завіті, зазвичай ототожнюється з Іоанном Марком (і, таким чином, з Марком Євангелистом).

## Біблійні згадки
Марк супроводжував Варнаву та Павла в їх місіонерських подорожах. Марк розпочав з ними свою першу подорож , але залишив їх на півдні.  Пізніше, плануючи свою другу подорож, Варнава і Павло не змогли домовитися, чи повинен Марк знову супроводжувати їх, тому Варнава і Марк розійшлись з Павлом. 
Пізніше, здається, Павло примирився з Марком, оскільки він позитивно згадує його в "Посланні до Колосян" 4:10: «Аристарх, мій товариш ув'язнений, передає вам свої вітання, а також двоюрідний брат Варнави, Марк (про якого ви отримали вказівки; якщо він прийде до Ви, вітайте його)».  Людина на ім'я Марк також згадується в листі Павла до Филимона: "Вітає вас Єпафрас, мій співв'язень у Христі Ісусі, як і Марк, Аристарх, Дима, Лука, мої співробітники. (Филимона 1:23-24 NAU) Це вказує на те, що Марк, двоюрідний брат Варнави, був з Павлом під час його першого ув'язнення у Римі, під час якого він написав чотири тюремні послання (Ефесянам, Колосянам, Филимону та Филип'янам).

## Ідентифікація
За словами Іполита Римського, у своїй праці "Про сімдесят апостолів", "Марк, двоюрідний брат Варнави (Колосян 4:10 ; Филимону 24 (KJV)), відрізняється від Іоана Марка (Діяння 12:12,25; 13:5,13; 15:37). і Марка євангеліста (2 Тимофія 4:11). Усі вони належали до сімдесяти апостолів Христа (за номерами 56, 65 і 14 відповідно), які були послані Ісусом, щоб наситити Юдею євангелією незадовго до його розп'яття (Лука 10:1). Іполит каже, що Марк, двоюрідний брат Варнави, був лідером апостольської церкви і єпископом Аполлонії. Існує три можливі місця для такої ідентифікації: одне в Греції, одне у Фракії та одне в Киренаїці.
Біблеїсти Семюел Роллес Драйвер і Чарльз Август Бріггс ототожнювали Марка, двоюрідного брата Варнави, з Марком-Іоаном Єрусалимським , як і Джон Р. Донахью та Деніел Дж. Гаррінгтон. 